# Брец
Брец (італ. Brez) — муніципалітет в Італії, у регіоні Трентіно-Альто-Адідже,  провінція Тренто.
Брец розташований на відстані близько 520 км на північ від Рима, 45 км на північ від Тренто.
Населення — 731 особа (2014).
Щорічний фестиваль відбувається 4 травня. Покровитель — святий Флоріан.

## Демографія
Населення за роками:

Станом на 31 грудня 2014 року в муніципалітеті офіційно проживало 47 іноземців з 8 країн, серед них 30 громадян країн Євросоюзу.

## Сусідні муніципалітети
- Кастельфондо
- Клоц
- Дамбель
- Фондо
- Лауреньо
- Сарноніко